# Русили
Русили (пол. Rusiły) — село в Польщі, у гміні Подедвуже Парчівського повіту Люблінського воєводства. Населення — 167 осіб (2011).

## Історія
Населення Русил належало до української етнографічної групи хмаків.
За даними етнографічної експедиції 1869—1870 років під керівництвом Павла Чубинського, у селі переважно проживали греко-католики, які розмовляли українською мовою.
У 1975—1998 роках село належало до Білопідляського воєводства.

## Населення
Демографічна структура станом на 31 березня 2011 року:
|          | Загалом | Допрацездатний вік | Працездатний вік | Постпрацездатний вік |
| -------- | ------- | ------------------ | ---------------- | -------------------- |
| Чоловіки | 87      | 14                 | 61               | 12                   |
| Жінки    | 80      | 7                  | 41               | 32                   |
| Разом    | 167     | 21                 | 102              | 44                   |